# 콘라트 폰 융깅겐
콘라트 5세 폰 융깅겐(독일어: Konrad V von Jungingen: 1355년경-1407년 3월 30일)은 중세 말기의 슈바벤인 귀족으로, 1393년에서 1407년까지 제21대 독일기사단 총장을 역임했다. 콘라트의 총장 재임기에 독일기사단의 직할령인 독일기사단국은 최대 판도에 도달했다.
콘라트 폰 융깅겐은 슈바벤 동맹 출신이었다. 그는 장남이 아니었기에 가독 상속에서 배제되었고, 1380년경 동생 울리히와 함께 기사수도회에 입회했다. 처음에 콘라트는 오스터로데성의 사령관이 되었고, 1391년 수도회의 거성인 마리엔부르크성의 회계관으로 승진했다.
1393년 볼프 폰 촐른하르트가 콘라트를 차기 총장으로 추천했고 11월 30일 만장일치로 선출되었다.
콘라트는 전임 총장들의 정책을 거의 그대로 담습했으나 외교를 수단으로 사용하기 시작했다. 그는 리투아니아 내전에 개입했고, 또한 브와디스와프 2세의 리투아니아 대공 작위의 정당성을 약화시킴으로써 폴란드-리투아니아의 국력 약화를 획책했다. 이런 정책을 잘 추진한 결과 콘라트 재임기에 독일기사단은 사모기티아를 손에 넣었다. 1402년에는 헝가리 국왕 지기스문트의 재정적 궁핍을 기회로 삼아 지기스문트에게서 노이마르크를 구입했다. 하지만 이런 영토 확장은 꼭 좋기만 한 것은 아니었는데, 노이마르크에서는 기사들이 수도회의 통제를 따르기를 거부했고, 사모기티아에서는 브와디스와프 2세가 사주하여 민란이 발생했다.
1364년 스웨덴 국왕이 된 알브레히트 3세 추 메클렌부르크슈베린 공작은 고틀란드섬에 눌러앉아 거기를 해적소굴로 삼아 발트해 전역을 휘젓고 다니는 양식형제단 때문에 골치를 썩히고 있었다. 1398년 알브레히트는 콘라트에게 고틀란드섬을 담보로 해적퇴치를 의뢰했고, 콘라트는 고틀란드섬에 상륙해 양식형제단의 본부였던 비스뷔를 불태웠다. 그러나 같은 해 알브레히트는 덴마크 여왕 마르그레테 1세에게 패배하고 스웨덴 왕위를 잃었다. 마르그레테 1세가 고틀란드 반환을 요구했지만 콘라트는 이를 거부, 독일기사단은 칼마르 연합과도 사이가 나빠졌다.
이렇게 사방이 적으로 둘러쌓이게 되자 콘라트는 적들 중 하나와 합의할 필요성을 느끼게 되었고, 1404년 브와디스와프 2세와 회동했다. 그는 도브르진을 폴란드 국왕령으로 넘기기로 합의함으로써 폴란드-리투아니아와 화약을 맺었다.
1407년 3월 30일 콘라트 폰 융깅겐은 거성 마리엔부르크에서 지병으로 죽었다. 그는 성내의 성 안나 수도원의 총장영묘에 합장되었다. 『그단스크 연대기』에 따르면 콘라트는 전투적인 성향의 자기 동생 울리히를 바보라고 칭하면서 그를 차기 총장으로 삼지 말라는 유언을 남겼으나, 이루어지지 않았고 독일기사단은 울리히 총장 때부터 내리막을 걷기 시작한다.

## 참고 자료
- Friedrich Borchert: "Die Hochmeister des Deutschen Ordens in Preußen." In: Preußische Allgemeine Zeitung, 6 October 2001.
- C.A. Lückerath: Article K. v. Jungingen in Dictionary of the Middle Ages
- Bernhart Jähnig (1980), “Konrad von Jungingen”, Neue Deutsche Biographie (NDB) (독일어) 12, Berlin: Duncker & Humblot, 517–518쪽; (full text online)
- Casimir Bumiller, Magdalene Wulfmeier: Konrad und Ulrich von Jungingen, Beiträge zur Biografie der beiden Deutschordenshochmeister, Geiger-Verlag, Horb a. Neckar 1995
- Sebastian Kubon: Die Außenpolitik des Deutschen Ordens unter Hochmeister Konrad von Jungingen (1393–1407) (= Nova mediaevalia. Quellen und Studien zum europäischen Mittelalter. Volume 15). V & R Unipress, Göttingen 2007, ISBN 3-8471-0537-X.